# Дресер (Висконсин)
Дресер (енгл. Dresser) град је у америчкој савезној држави Висконсин.

## Демографија
По попису из 2010. године број становника је 895, што је 163 (22,3%) становника више него 2000. године.
| Група             | 2000.       | 2010.       |
| Белци             | 716 (97,8%) | 867 (96,9%) |
| Афроамериканци    | 1 (0,1%)    | 2 (0,2%)    |
| Азијати           | 0 (0,0%)    | 4 (0,4%)    |
| Хиспаноамериканци | 4 (0,5%)    | 17 (1,9%)   |
| Укупно            | 732         | 895         |